# Trapped (televisieserie)
Trapped (IJslands: Ófærð) is een IJslandse televisieserie uit 2015, bedacht door Baltasar Kormákur voor RÚV. Een vervolgserie, ook van tien afleveringen, werd in 2018 uitgezonden.

## Verhaal (seizoen 1)
In Seyðisfjörður, een afgelegen kustplaats in het oosten van IJsland, rijdt het jonge koppel Dagný en Hjörtur naar hun geheime ontmoetingsplaats in een verlaten fabriek waar ze drinken en seks hebben. Een brand breekt uit en enkel Hjörtur weet te ontsnappen. Zeven jaar later rouwen Dagný's ouders nog steeds om de dood van hun dochter, waarbij Hjörtur als schuldige aangewezen werd. Een sneeuwstorm raast door het dorp en de enige toegangsweg wordt afgesloten. Net als de ferry vanuit Denemarken aanlegt, vindt een visser een lichaam zonder armen, benen en hoofd in het water. Andri, de politiechef, beslist de ferry in de haven te houden om de moord te onderzoeken. Het lichaam wordt geïdentificeerd als Geirmundur, een lokale inwoner en herrieschopper die zeven jaar geleden het dorp verliet. Daardoor wordt de moord niet meer gelinkt met de ferry omdat Geirmundur al voordat de ferry aanlegde in het dorp was. Jonas Malakauskas, een Litouwse mensensmokkelaar, probeert twee Afrikaanse vrouwen van boord te smokkelen en wordt gearresteerd. Terwijl Andri nu ook de mensensmokkel moet onderzoeken, ontsnapt de Litouwer uit de gevangenis en komt in de storm om met de auto. Omdat het noodweer blijft aanhouden kan het politieteam uit Reykjavík het dorp niet bereiken en is Andri enkel aangewezen op zijn twee politieagenten ter plaatse tijdens het onderzoek naar de misdaden. De situatie verergert nog wanneer het lijk gestolen wordt en de foto's ervan op internet verschijnen.

## Rolverdeling (seizoen 1)
- Ólafur Darri Ólafsson als Andri Olafsson, politiechef
- Ilmur Kristjánsdóttir als Hinrika, politieagente
- Ingvar Eggert Sigurðsson als Ásgeir, politieagent
- Nína Dögg Filippusdóttir als Agnes Eiríksdóttir, Andri's ex-vrouw
- Þorsteinn Gunnarsson als Eiríkur Davidsson, vader van Agnes
- Hanna María Karlsdóttir als Þórhildur, moeder van Agnes
- Rán Ísóld Eysteinsdóttir als Dagný Eiríksdóttir, zuster van Agnes, 7 jaar geleden overleden in een brand
- Baltasar Breki Samper als Hjörtur, Dagný's vriend die de brand overleefde
- Ólafía Hrönn Jónsdóttir als Freyja, moeder van Hjörtur
- Rúnar Freyr Gíslason als Sigvaldi, nieuwe vriend van Agnes
- Katla M. Þorgeirsdóttir als Laufey Eiríksdóttir, zuster van Agnes
- Sigurður Karlsson als Guðmundur, visser
- Þorsteinn Bachmann als Sigurður Gudmundsson, havenmeester en zoon van Guðmundur
- Jóhann Sigurðarson als Leifur, eigenaar van de visfabriek en vader van María
- Lilja Nótt Þórarinsdóttir als María, collega van Hrafn, dochter van Leifur
- Bjarne Henriksen als Søren Carlsen, ferry-kapitein
- Hans Tórgarð als Dvalin Knudsson, ferry-ingenieur
- Pálmi Gestsson als Hrafn Eysteinsson, burgemeester
- Kristján Franklin Magnúss als Guðni, hoteleigenaar

## Afleveringen

### Seizoen 1 (2015/2016)
| Nr. | #  | Titel         | Regisseur            | Schrijver(s)                   | Datum            | Kijkcijfers |
| --- | -- | ------------- | -------------------- | ------------------------------ | ---------------- | ----------- |
| 1 | 1  | Aflevering 1  | Baltasar Kormákur    | Clive Bradley, Ólafur Egilsson | 27 december 2015 |             |
| Het jonge koppel Dagný en Hjörtur naar hun geheime ontmoetingsplaats in een verlaten fabriek waar ze drinken en seks hebben. Een brand breekt uit en enkel Hjörtur weet te ontsnappen. Zeven jaar later rouwen Dagný's ouders nog steeds om de dood van hun dochter. Als de ferry uit Denemarken aanlegt, vist een visser een lichaam uit het water waarbij het hoofd, benen en armen ontbreken. |    |               |                      |                                |                  |             |
| 2 | 2  | Aflevering 2  | Baldvin Zophoníasson | Clive Bradley, Ólafur Egilsson | 3 januari 2016   |             |
| Terwijl de storm blijft voortrazen, kan het politieteam uit Reykjavik niet opstijgen en is Andri aangewezen op zijn twee agenten ter plaatse |    |               |                      |                                |                  |             |
| 3 | 3  | Aflevering 3  | Baldvin Zophoníasson | Clive Bradley, Ólafur Egilsson | 10 januari 2016  |             |
| De stad blijft afgesloten van de buitenwereld en het wordt nog erger wanneer het lijk gestolen wordt uit de visfabriek en er foto's verschijnen op het internet. |    |               |                      |                                |                  |             |
| 4 | 4  | Aflevering 4  | Baldvin Zophoníasson | Clive Bradley, Ólafur Egilsson | 17 januari 2016  |             |
| De toeristen die vastzitten en de lokale bevolking beginnen ongerust te worden omdat de ferry nog steeds vastgehouden wordt. |    |               |                      |                                |                  |             |
| 5 | 5  | Aflevering 5  | Óskar Thór Axelsson  | Clive Bradley, Ólafur Egilsson | 24 januari 2016  |             |
| De lawine veroorzaakt een stroomstoring en Guðmundur wordt zwaargewond van onder de sneeuw gehaald. |    |               |                      |                                |                  |             |
| 6 | 6  | Aflevering 6  | Börkur Sigþórsson    | Clive Bradley, Ólafur Egilsson | 31 januari 2016  |             |
| Onder druk van de lokale bevolking vertelt politiechef Andri de waarheid aan de inwoners tijdens een bijeenkomst in de kerk. |    |               |                      |                                |                  |             |
| 7 | 7  | Aflevering 7  | Óskar Thór Axelsson  | Clive Bradley, Ólafur Egilsson | 7 februari 2016  |             |
| Nu het weer verbetert komt het politieteam uit Reykjavik met de helikopter ter plaatse en zorgen voor een doorbraak in het moordonderzoek, maar het is niet zeker of ze wel de juiste dader hebben opgepakt. |    |               |                      |                                |                  |             |
| 8 | 8  | Aflevering 8  | Óskar Thór Axelsson  | Clive Bradley, Ólafur Egilsson | 14 februari 2016 |             |
| Het politieteam wordt teruggestuurd nadat door hun schuld de vermeende dader zelfmoord heeft gepleegd. De kapitein van de ferry besluit mee te helpen aan het onderzoek naar de mensensmokkel. |    |               |                      |                                |                  |             |
| 9 | 9  | Aflevering 9  | Börkur Sigþórsson    | Clive Bradley, Ólafur Egilsson | 21 februari 2016 |             |
| Andri vindt de sleutel van Hrafn's schuurtje en weet zo ook meteen wie de moordenaar van Hrafn is. Hij staat echter voor de moeilijkste beslissing uit zijn leven. |    |               |                      |                                |                  |             |
| 10 | 10 | Aflevering 10 | Baltasar Kormákur    | Clive Bradley, Ólafur Egilsson | 28 februari 2016 |             |
| De politie weet uiteindelijk de laatste uren van het slachtoffer Geirmundur te reconstrueren en zo de moordenaar op te sporen terwijl ook de medewerker aan de mensensmokkel ontmaskerd wordt en het geheim achter de brand van zeven jaar geleden ontdekt wordt. |    |               |                      |                                |                  |             |

## Productie
De serie werd geproduceerd door de IJslandse productiemaatschappij RVK Studios en de eerste aflevering werd op 20 september 2015 vertoond op het internationaal filmfestival van Toronto. De serie werd vanaf 27 december 2015 vertoond op RÚV en verkocht aan verschillende landen. De serie won in 2016 de Prix Europa in Berlijn en werd vanaf 11 maart 2017 vertoond op de Belgische televisiezender Canvas.
Volgens het IJslands dagblad Dagblaðið Vísir was dit de duurste serie ooit gemaakt in IJsland met een kostprijs van 1 miljard IJslandse kronen.
In 2018 werd het tweede seizoen van tien afleveringen uitgezonden.